# Леонтович, Константин Степанович
Константин Степанович Леонтович (?—1811) — российский контр-адмирал.

## Биография
Образование получил в Морском кадетском корпусе, куда поступил в 1779 году.
Произведённый в 1782 году в гардемарины, он совершал практические плавания в Балтийском море. 1 мая 1784 года был произведён в мичманы.
В 1788 году Леонтович получил чин лейтенанта и на корабле «Владислав» участвовал в Гогландском сражении со шведами, причём был взят в плен вместе с кораблем. Освобождённый в 1790 году из плена, он в 1793 году был командирован в Англию для поступления волонтером в английский флот, в 1796 году был произведён в капитан-лейтенанты. В английском флоте Леонтович находился до 1798 года, когда был произведён в капитаны 2-го ранга и переведён в Черноморский флот.
Командуя кораблём «Симеон и Анна», он участвовал в Архипелагской экспедиции в отряде контр-адмирала Пустошкина, в 1799 году на том же корабле участвовал при взятии крепости Корфу, был в крейсерстве между Корфу, Анконой, Мессиной и Ливорно и участвовал в бомбардировке порта Маврикия и в блокаде Генуи. За потопление французских конвойных судов Леонтович был награждён орденом св. Иоанна Иерусалимского.
Произведённый в 1801 году в капитаны 1-го ранга, он плавал на разных кораблях до 1805 года, причём в 1804 году командовал отрядом фрегатов в Средиземном море. В этом году он был назначен исправляющим должность эскадр-майора и состоял при главном командире Черноморского флота по инспекторской части, в 1806 году состоял членом в конторе Черноморского флота до самого её упразднения, в 1807 году произведён в капитан-командоры и в следующем году назначен на должность обер-интенданта при черноморской исполнительной и строительной экспедициях.
8 января 1809 года он был произведён в контр-адмиралы. 4 ноября того же года был назначен состоять по хозяйственной экспедиции.
Среди прочих наград Леонтович имел орден св. Георгия 4-й степени, пожалованный ему 26 ноября 1804 года за проведение 18 морских полугодовых кампаний (№ 1593 по кавалерскому списку Григоровича — Степанова).
Скончался Леонтович в июне 1811 года. Похоронен на курганном кладбище у Константиногорской крепости.